# Релаянс (Північно-Західні території)
Релаянс (англ. Reliance) — поселення в Канаді, у Північно-Західних територіях.

## Населення
За даними перепису 2016 року, поселення не мало постійного населення.

## Клімат
Громада знаходиться у зоні, котра характеризується континентальним субарктичним кліматом. Найтепліший місяць — липень із середньою температурою 12.8 °C (55 °F). Найхолодніший місяць — січень, із середньою температурою -28.9 °С (-20 °F).
| Клімат Релаянса         | Клімат Релаянса | Клімат Релаянса | Клімат Релаянса | Клімат Релаянса | Клімат Релаянса | Клімат Релаянса | Клімат Релаянса | Клімат Релаянса | Клімат Релаянса | Клімат Релаянса | Клімат Релаянса | Клімат Релаянса | Клімат Релаянса |
| Показник                | Січ.            | Лют.            | Бер.            | Квіт.           | Трав.           | Черв.           | Лип.            | Серп.           | Вер.            | Жовт.           | Лист.           | Груд.           | Рік             |
| Абсолютний максимум, °C | 2,1             | 6,1             | 8,6             | 16,1            | 26,1            | 29,4            | 34,3            | 30              | 27,2            | 17,9            | 6,7             | 4,1             | 34,3            |
| Середній максимум, °C   | −24             | −21             | −15             | −3              | 6               | 14              | 18              | 16              | 9               | 0               | −10             | −16,7           | −2              |
| Середня температура, °C | −29             | −26             | −21             | −9              | 1               | 9               | 13              | 12              | 6               | −1              | −14             | −23             | −6              |
| Середній мінімум, °C    | −33             | −31             | −27             | −15             | −3              | 3               | 8               | 8               | 3               | −4              | −17             | −27             | −11             |
| Абсолютний мінімум, °C  | −53,5           | −51,2           | −50             | −41,1           | −31,1           | −7,2            | −1,1            | 0               | −7,8            | −23,3           | −43,3           | −45,7           | −53,5           |
| Норма опадів, мм        | 12              | 11              | 10              | 13              | 15              | 26              | 34              | 39              | 31              | 29              | 21              | 15              | 254             |
| Днів з опадами          | 10,2            | 8,4             | 8,2             | 7,8             | 7,9             | 9               | 10,3            | 13,2            | 12,2            | 13,5            | 13,1            | 10,8            | 124,5           |
| Днів з дощем            | 0               | 0               | 0,1             | 1,5             | 6               | 8,8             | 10,3            | 13,2            | 10,5            | 5,6             | 0,2             | 0               | 56,2            |
| Днів зі снігом          | 12,4            | 10,5            | 10,1            | 8,1             | 3               | 0,6             | 0               | 0               | 2,6             | 10,4            | 15,1            | 13,9            | 86,6            |
| ----------------------- | --------------- | --------------- | --------------- | --------------- | --------------- | --------------- | --------------- | --------------- | --------------- | --------------- | --------------- | --------------- | --------------- |
| Джерело: Weatherbase    |                 |                 |                 |                 |                 |                 |                 |                 |                 |                 |                 |                 |                 |